# Gravidade entrópica
Gravidade entrópica é uma teoria da física moderna que descreve a gravidade como uma força entrópica — e não uma interação fundamental mediada por uma teoria quântica de campos e uma partícula de calibre (como os fótons para a força eletromagnética, e glúons para a força nuclear forte), mas uma consequência da tendência probabilística de sistemas físicos em aumentar sua entropia. A proposta foi intensamente controvertida na comunidade envolvida com física, mas também deu origem a uma nova linha de pesquisa em propriedades termodinâmicas de gravidade.